# Селевк V
Селевк V (дав.-гр. Σέλευκος Ε'; 142 до н. е. або 129 до н. е. —125 до н. е.) — басилевс держави Селевкідів у 126 до н. е. —125 до н. е. роках. Син Деметрія II та Клеопатри Теї, повнорідний брат Антіоха VIII. Проголосив себе басилевсом після смерті батька, але невдовзі був вбитий матір'ю.

## Життєпис

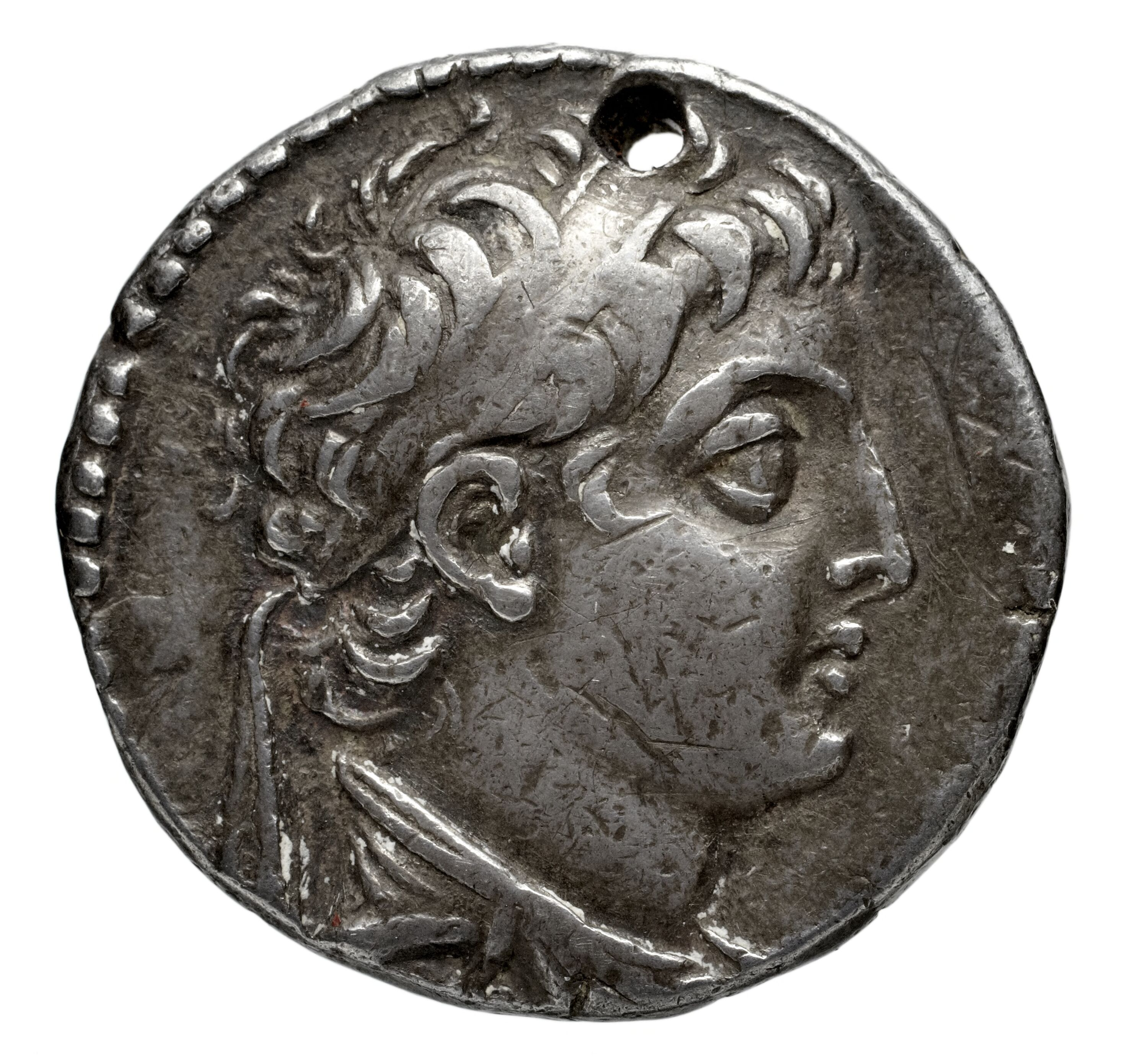
Деметрій II, батько Селевка V. Портрет на тетрадрахмі

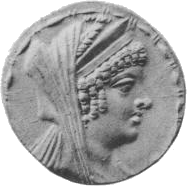
Клеопатра Тея, матір Селевка V. Портрет на тетрадрахмі

Селевк був старшим сином басилевса держави Селевкідів Деметрія II та єгипетської принцеси Клеопатри Теї. У цьому ж шлюбі також народилися хлопчик Антіох та дівчинка, яку ймовірно звали Лаодікою. Від інших шлюбів матері, Селевк мав одноутробних братів та сестер. Історик Фелікс Штелін датував народження Селевка приблизно 129 роком до н. е., а  дослідник Джон Гренджер 142 роком до н. е. Після того, як Деметрій II потрапив до парфянського полону, Клеопатра Тея вийшла заміж за його молодшого брата Антіоха VII. Французький історик Огюст Буше-Леклерк зазначав, що у подружжя народилося досить багато дітей за недовге правління і припускав, що античний історик Євсевій Кесарійський міг змішати дітей Антіоха VII з дітьми Деметрія II від попереднього шлюбу. Зокрема дослідник припустив тотожність Селевка, сина Деметрія II з Селевком, сином Антіоха VII. Кріс Беннет зауважив, хоча ця версія прийнята більшістю дослідників, вона лише найпростіша з можливих. 
За цією версією, під час східного походу Антіоха VII, Селевк разом з сестрою знаходився при його дворі. Історик Даніель Огден вважав, що присутність у війську дітей Деметрія II повинна була показати на злагоду в середині династії. Після поразки Антіоха VII, Селевк з сестрою був схоплений парфянами та  деякий час провів у полоні. Це ґрунтується на свідченнях Посідонія у передачі Афінея Навкратійського, що якийсь цар Селевк воював з парфянами та потрапив у полон, де з ним поводилися по-царськи та на свідченнях Євсевія Кесарійського про перебування у полоні Селевка, сина Антіоха VII. Однак, такі інтерпретації не є загальновизнаними. Джон Гренджер заперечував ототожнення двох принців і вважав, що у парфянському полоні знаходився саме син Антіоха VII. Також, у кінці XIX сторіччя історики Персі Ґарднер та Александр Каннінгем висунули версію, що Посідоній розповідав про Селевка II Каллініка.
Після смерті Деметрія II, у 𐤆ΠΡ (187) році ери Селевкідів (126/125 роки до н. е.), Селевк V, проголосив себе басилевсом. Фелікс Штелін датував воцаріння 125 роком до н. е., а Джон Гренджер — 126 роком до н. е. відмічаючи, що на момент смерті батька, Селевку було приблизно 16 років. На думку Даніеля Огдена, шахіншах Фраат II, відпустив парфянизованого Селевка V з полону, щоб він став маріонетковим правителем. Правління молодого басилевса тривало недовго, він був вбитий за наказом матері. Марк Юніан Юстин називав причиною вбивства непослух сина, який проголосив себе басилевсом без дозволу матері, Аппіан Александрійський напрочуд стверджував, що матір боялася помсти сина за смерть батька і власноруч застрелила його з лука. Історик Джон Вайтхорн припускав, що розповідь Аппіана про обставини вбивства є неправдивою. Дослідник Волтер Пенроуз зазначив, що якщо Клеопатра Тея і не застрелила сина, вона точно стояла за його стратою. Джон Гренджер називав обидві версії правдоподібними та ймовірними й вважав, що Клеопатра Тея опинилася у ситуації, коли повинна була або вбити сина, або сама була б вбитою.
Дослідник Алекс МакАллей ототожнював Селевка V зі згаданим середньовічним хроністом Іоанном Антіохійським сином Деметрія II та Апами, на ім'я Селевк, якого матір вбила в Дамаску.
Не відомо жодної монети викарбуваної за часів правління Селевка V. Селевк став персонажем трагедії П'єра Корнеля «Родогуна» (1644).

### Коментар
1. ↑  Сучасні історики стосовно Селевка V іноді використовують епіклеси Філометор[1] і Нікатор[2].
2. ↑  За однією з версій, він був убитий за наказом Клеопатри Теї[12].